# Java IDL
Java IDL é uma linguagem de definição de interface para a linguagem de programação Java. Ela fornece um suporte de interoperabilidade para com o Common Object Request Broker Architeture (CORBA) e o Internet Inter-Orb Protocol (IIOP). Inclui um compilador da IDL para o Java e um Object Request Broker (ORB) leve.